# 吉田光由

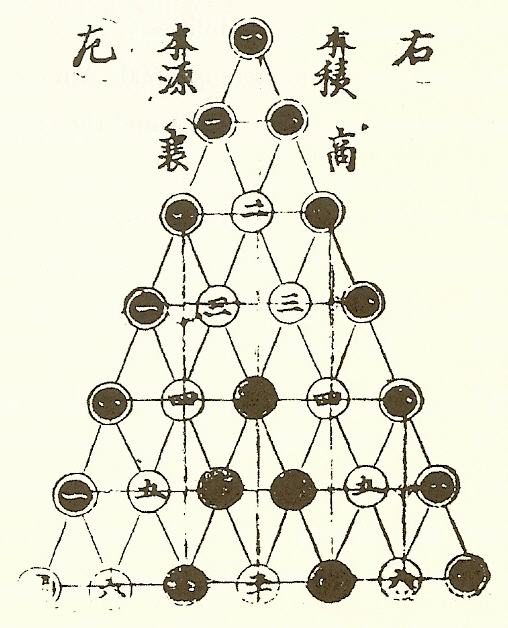

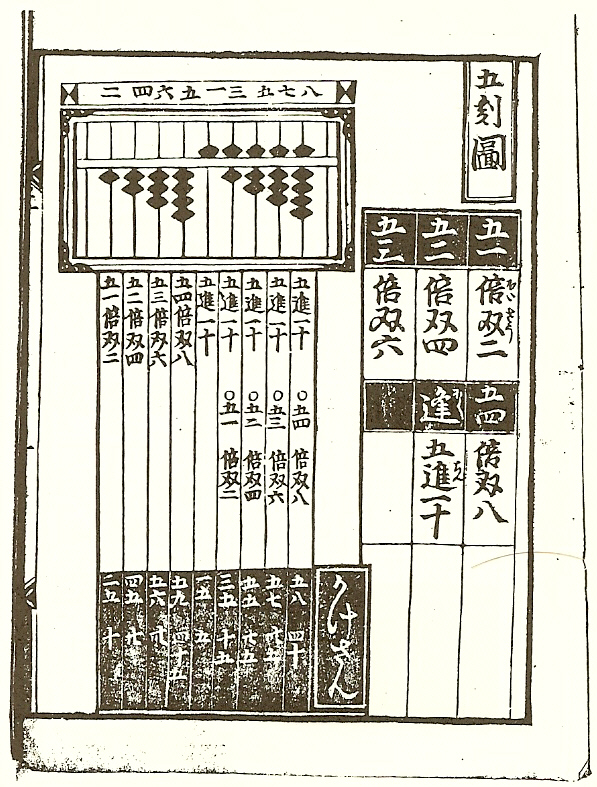
塵劫記の、そろばん使用法を解説している頁

吉田 光由（よしだ みつよし、慶長3年〈1598年〉 - 寛文12年11月21日〈1673年1月8日〉）は、江戸時代前期の和算家である。

## 人物・生涯
京都の豪商角倉家の一族。久庵と号す。角倉了以は外祖父にあたる。初の和算家・毛利重能に師事した。のち一族の角倉素庵のもとで中国の程大位による数学書『算法統宗』の研究を行い、それをもとに1627年（寛永4年）、著書『塵劫記』を出版した。同書は絵を多用し基礎から応用まで容易に学習出来るように書かれた数学入門の模範と評価された。また、兄と共に北嵯峨に角倉隧道を開いた。晩年には失明し、75歳で没した。墓所は右京区二尊院。

## 著作

### 図書
- 『新編塵功記大全』吉田長穀訂正、真部武助、1888年6月。 NCID BB16893813。全国書誌番号:40053264。
- 『新編塵功記大全 新増頭書』吉田長穀訂正、岡本仙助、1888年6月。 NCID BB01510466。
- 『新編塵劫記』 上巻・中巻・下巻、古典数学書院、1935年10月。 NCID BA29994099。全国書誌番号:47002991。
- 塵劫記刊行三百五十年記念顕彰事業実行委員会 編『塵劫記』 上・中・下・現代活字版・論文集（復刻版）、大阪教育図書、1977年5月。 NCID BN02718558。全国書誌番号:77019159。
- 『塵劫記』大矢真一校注、岩波書店〈岩波文庫〉、1977年11月。 NCID BN00920376。全国書誌番号:78001812。
- 『塵劫記 寛永11年小型4巻』勝見英一朗校注、研成社〈江戸初期和算選書 第1巻 3〉、1990年12月。ISBN 9784876390212。 NCID BN05825350。全国書誌番号:91026360。
- 近世歴史資料研究会 編『塵劫記 巻之一～四 上・下（寛永四年）、塵劫記 上・下（寛永十一年）、塵劫記（寛永十一年）、塵劫記 上・下（慶安五年）、新編塵劫記（寛文古版）、新板塵劫記（貞享三年）、萬寳塵劫記大全（正徳四年）、新編塵劫記頭書集成（明和八年）、増補頭書新編塵劫記 上・中・下、新編塵劫記備考集成』科学書院〈近世歴史資料集成 第7期第10巻 日本科学技術古典籍資料 数学篇13〉、2016年3月。ISBN 9784760304127。 NCID BB20945080。全国書誌番号:22719183。

### 現代語訳
- 竹内均『地球物理学者竹内均の現代語版塵劫記』同文書院〈DBS cosmos library Science〉、1989年3月。ISBN 9784810340150。 NCID BN03002256。全国書誌番号:89053403。
- 佐藤健一『吉田光由の『塵劫記』 二十六条本の現代訳と変遷』研成社、1997年5月。ISBN 9784876396085。 NCID BA31970107。全国書誌番号:98010021。
- 和算研究所塵劫記委員会 編『現代語『塵劫記』』和算研究所、2000年7月。 NCID BA48537640。全国書誌番号:20148070。
- 『『塵劫記』初版本 影印、現代文字、そして現代語訳』佐藤健一訳・校注、研成社、2006年4月。ISBN 9784876394098。 NCID BA76799350。全国書誌番号:21145054。